# 회계

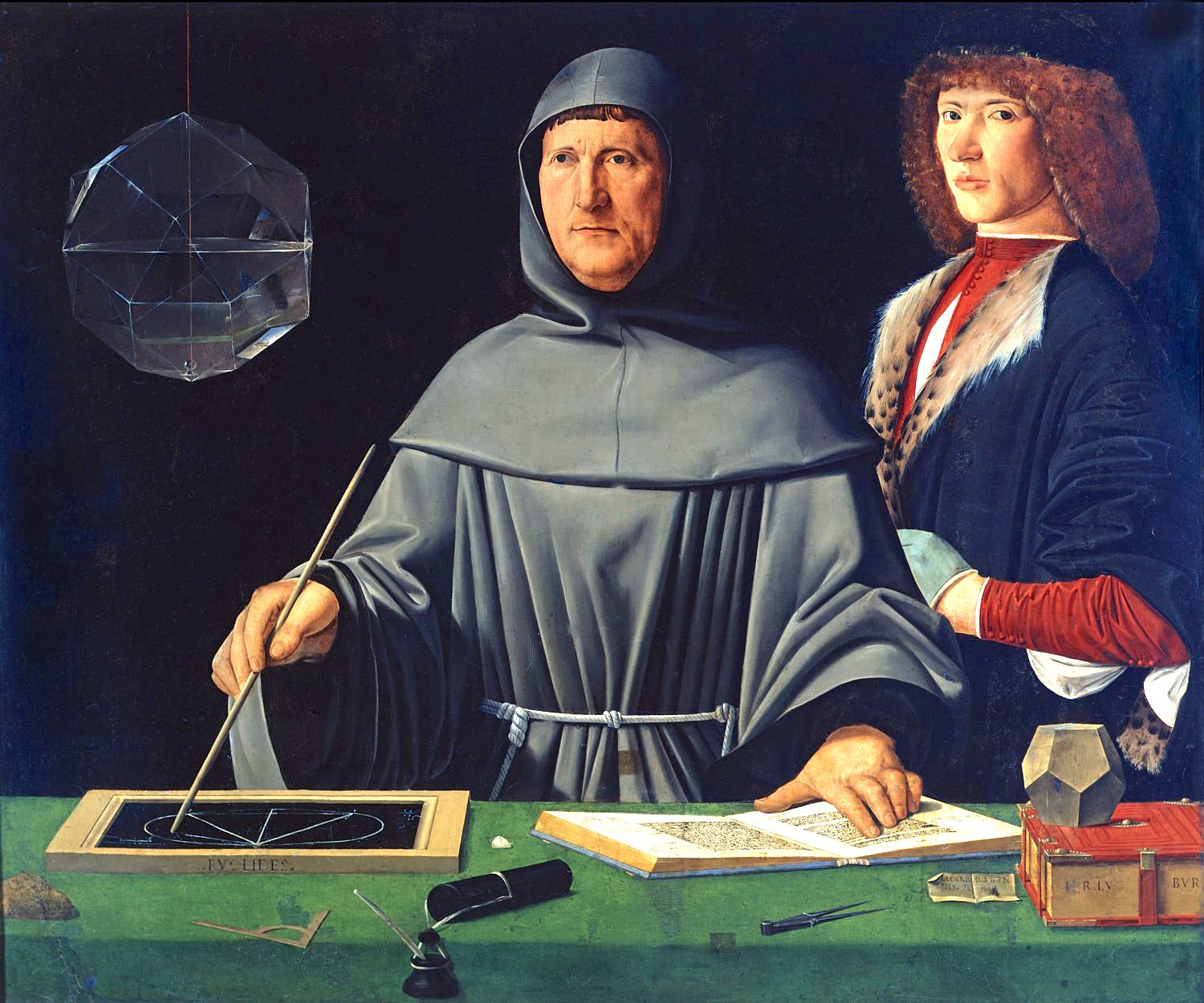

회계(會計, 영어: accountancy, accounting)는 기업의 일정 시점 재무상태 및 일정 기간 경영성과를 측정하고 분석하여 이를 이해관계자에게 보고하는 시스템을 말한다.

## 역사
최초의 회계는 돈이 들어오고 나가는 것을 기록한 것이며 고대 바빌로니아, 이집트, 그리스, 로마에서 시작되었다. 후에 중세에 들어서면서 상업이 발달하기 시작했는데 이때부터 복식부기가 등장하였다. 복식부기는 이탈리아의 피렌체, 베네치아와 같은 도시 국가들에서 발달하기 시작했다. 복식부기 원리는 1494년 출판된 베네치아의 수도사이자 수학자인 루카 파치올리의 책 《산술·기하·비례 및 비율 요론》에서 처음으로 소개되었다.
현대 부기는 산업혁명을 계기로 제품의 정확한 원가계산이 필요해지면서 파치올리 부기에서 발달하게 된다. 산업혁명 이후 등장한 주식회사의 개념도 회계에 상당한 영향을 미쳤다. 투자자들을 상대로 주식을 발행하여 대규모 투자가 가능해지자 회계기간이라는 개념이 생겨난 것이다. 또한 투자자들의 배당금 지급을 위한 손익계산의 정확성과 배당 이익의 산출 기준, 손익측정상의 발생주의와 실현주의, 자산 평가의 보수주의, 충당금 내지 적립금 등의 회계 이론과 회계 기법의 발달, 세무와 법률 규제 등의 개념을 등장시킨 것이 주식회사의 등장이었다.

## 의의
기업들은 경영활동을 효율적으로 수행하기 위하여 영업활동, 투자활동 및 재무활동을 나누어 수행한다. 이때 정보이용자들은 주주, 채권자, 정부 등과 같은 외부정보이용자와 경영자, 직원과 같은 내부정보이용자로 나뉘는데 이들은 기업의 이해관계에 많은 관심을 가지므로 기업의 경영 활동에 관한 정보를 알고 싶어한다. 따라서 기업은 정보이용자들의 이런 요구에 충족하기 위해서 기업의 회계정보를 산출하여 이를 필요로 하는 사람들에게 제공하는 과정이 회계이다.
회계는 한정적 자원의 효율적 배분과 경영수탁책임의 이행 결과 보고라는 사회적 역할을 수행하기도 한다. 먼저 주주와 채권자가 한정된 자원을 이용하여 투자를 하는 상황에서 회계정보를 토대로 경영이 잘되고 있는 기업에 투자를 하면 자원의 효율적 배분에 기여하게 된다. 경영자들이 회계정보를 이용하여 기업에 배분된 자원을 생산성 높은 부문에 투입하게 되면 이 또한 결과적으로 한정된 자원이 효율적으로 배분되는 효과를 가져오게 된다. 또한 소유와 경영이 분리된 기업에서 경영은 주주나 채권자 등 투자자로부터 위임받은 자본을 효율적으로 관리하는 일이라고 볼 수 있다. 이런 관점에서 회계는 경영자가 위임받은 자본을 효율적으로 관리하였는가, 즉 경영수탁책임을 충실히 이행했는가에 대한 결과 보고의 역할을 수행하기도 한다.

### 관리회계
기업회계는 회계에 있어서 가장 기본적이고 일반적인 성격을 띄며 세무회계 및 관리회계와 같은 분야에 필요한 정보를 제공해준다. 이때 기업회계가 만들어놓은 재무제표를 분석하거나 이를 이용해 관리에 이용하는 것을 관리회계라 부른다.

## 참고 자료
- 이수로 (2014년 6월 25일). 《회계의 이해》.
- 신방수 (2011년 6월 15일). 《IFRS를 알아야 회계가 보인다》. 위너스북.
- 최병호 (2000년 1월 3일). 《기초회계》. 한국금융보험아카데미.

## 같이 보기
- 부기
- 재무제표
- 회계 소프트웨어
- 국제회계기준(IFRS)
- 회계 연도